# 박광남
박광남(1943년 11월 28일~2022년 2월 9일)은 대한민국의 배우였다.

## 생애
1962년 연극배우로 첫 데뷔를 하였으며, 1968년 DBS 동아방송 라디오 성우 제4기 공채로 정식 데뷔하였고, 이듬해 1969년 MBC 문화방송 제1기 공채 탤런트로 옮겼으며, 1974년 영화 《명동에서 첫사랑을》의 단역을 통하여 영화배우로 데뷔하였다.

## 출연작

### TV 드라마
- 2005년 《제5공화국》 - 이후락 역
- 2004년 《영웅시대》 - 김칠복 역
- 2002년 《시트콤 뉴 논스톱》 - 소호그룹 회장 김광남 역(극중 김성수 부 · 서권순 여사 부군)으로 단역
- 2001년 《홍국영》 - 홍봉한 역
- 1999년 《허준》 - 내의원 판관 김응택 역
- 1998년 《수줍은 연인》
- 1998년 《마음이 고와야지》
- 1997년 《복수혈전》 - 마포 철조망 역
- 1997년 《시트콤 남자 셋 여자 셋》 - 이제니 큰아버지 이철 역(카메오)
- 1996년 《며느리 삼국지》
- 1995년 《연애의 기초》
- 1995년 《제4공화국》 - 윤일균 역
- 1995년 《언제나 푸른 마음》
- 1995년 《거미》
- 1995년 《모래시계》
- 1994년 《딸부잣집》
- 1993년 《제3공화국》
- 1992년 《마포 무지개》
- 1990년 《아직은 마흔아홉》
- 1990년 《그 여자》
- 1989년 《제2공화국》
- 1988년 《한중록》 - 홍인한 역
- 1988년 《세 여인》
- 1987년 《부초》
- 1986년 《겨울꽃》
- 1985년 《임진왜란》 - 이시다 미쓰나리 역
- 1984년 《전원일기》 - 김회장의 큰 사위 역
- 1983년 《뿌리깊은 나무》 - 최항 역
- 1981년 《제1공화국》 - 엄항섭 역
- 1980년 《의친왕》
- 1979년 《무지개 타는 아이들》
- 1978년 《뜨거운 손》
- 1978년 《X 수색대》
- 1973년 ~ 1983년 《113 수사본부》 - 박 수사관 역

### 영화
- 2007년 《김관장 대 김관장 대 김관장》
- 1974년 《명동에서 첫사랑을》